# Josechu el Vasco
Josechu el vasco és una sèrie de còmic creada el 1963 per Muntañola per a la revista TBO.

## Trajectòria editorial
Tres anys abans, el valencià Carbó havia creat un personatge similar per a "Jaimito": Robustiano Fortachón.

## Característiques i argument
El seu protagonista, Josechu, mostra una iconografia arquetípica concorde a la condició doble tant de forçut (avantbraços i coll enormes, mentó prominent) i de basc (roba blanca, boina i faixa vermella). La sèrie, com les altres de Muntañola, no destaca per una gran qualitat humorística, però mostra un estil molt més solt que l'habitual en el "TBO".